# La Blanchisserie de Donald
Série Donald Duck
Pour plus de détails, voir Fiche technique et Distribution.
La Blanchisserie de Donald (Donald's Dog Laundry) est un court métrage d'animation américain des studios Disney avec Donald Duck et Pluto, sorti le 5 avril 1940.

## Synopsis
Donald construit une machine à laver les chiens automatique afin de se lancer dans le métier de toiletteur. La machine est inspirée de celle utilisées dans les blanchisseries. Il décide de la tester sur Pluto et tente de l'apâter avec un os en plastique puis un chat en peluche pour le forcer à entrer dans la machine.

## Fiche technique
- Titre original : Donald's Dog Laundry
- Titre français : La Blanchisserie de Donald
- Série : Donald Duck
- Réalisation : Jack King
- Scénario :
- Animation : John Lounsbery, Lee Morehouse, Judge Whitaker
- Musique : Oliver Wallace
- Production : Walt Disney
- Société de production : Walt Disney Productions
- Société de distribution : RKO Radio Pictures
- Format : Couleur (Technicolor) - 1,37:1 - Son mono (RCA Sound System)
- Durée : 8 min
- Langue : Anglais
- Pays :  États-Unis
- Dates de sortie : États-Unis : 5 avril 1940

## Voix originales
- Clarence Nash : Donald Duck
- Lee Millar : Pluto

## Voix françaises
- Sylvain Caruso : Donald Duck

## Titre en différentes langues
- Suède[1] : Kalle Ankas hundbad, Kalles hundtvätt

## Sorties DVD
- Les Trésors de Walt Disney : Donald de A à Z, 1re partie (1934-1941).